# Sphinctogonia lineolata
Sphinctogonia lineolata är en insektsart som beskrevs av Walker 1857. Sphinctogonia lineolata ingår i släktet Sphinctogonia och familjen dvärgstritar. Inga underarter finns listade i Catalogue of Life.